# Rafael Rodrigo Montero
Rafael Rodrigo Montero (Granada, 1953) és un astrofísic espanyol, que ha estat president del Consell Superior d'Investigacions Científiques entre el 2008 i el 2012.
Llicenciat en Ciències Matemàtiques i doctor en Ciències Físiques per la Universitat de Granada, va iniciar la seva carrera investigadora el 1975, a l'Institut d'Astrofísica d'Andalusia, entitat que va passar a dirigir entre 1990 i 2004. Especialitzat en atmosferes planetàries, aeronomía, cossos menors i exploració del sistema solar, ha publicat més de 200 treballs científics en revistes nacionals i internacionals de prestigi com Science, Nature i Astronomy and Astrophysics. Ha rebut nombrosos premis i reconeixements, entre ells dos de la NASA i dues de l'ESA. Des del 2006 fins a la seva elecció com a President del CSIC, va ser vicepresident d'Organització i Relacions Institucionals d'aquesta agència. El 2008 es va convertir, també, en el president de la Comissió Nacional d'Astronomia.